# Blaugrüne Mosaikjungfer
Die Blaugrüne Mosaikjungfer (Aeshna cyanea) ist eine Art aus der Familie der Edellibellen (Aeshnidae), welche der Unterordnung der Großlibellen (Anisoptera) angehören. Es handelt sich um eine große, in Mitteleuropa häufig anzutreffende Libelle mit einer Flügelspannweite von maximal elf Zentimetern.

## Merkmale

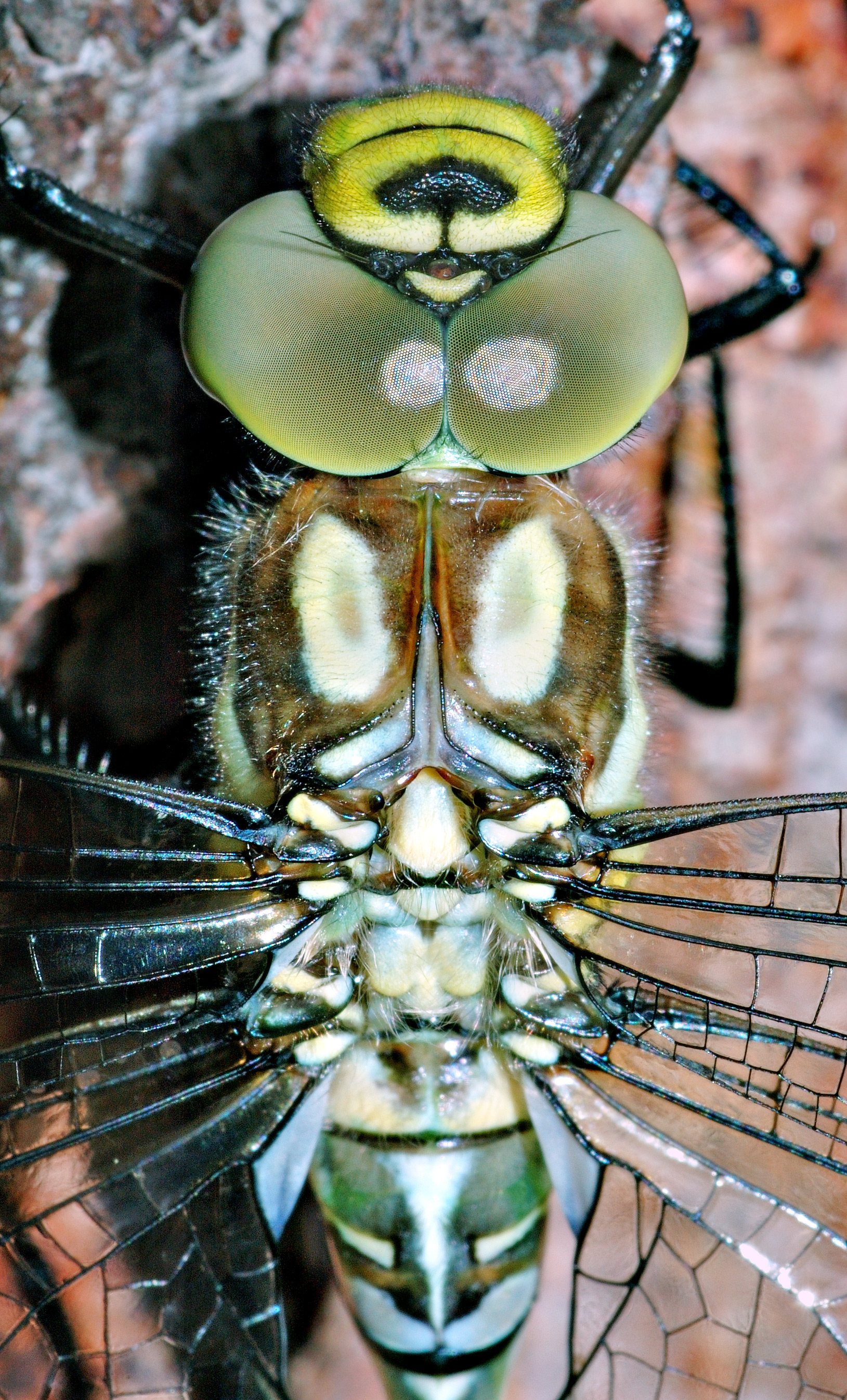
Arttypisch sind die zwei recht großen ovalen Thorax-Flecken

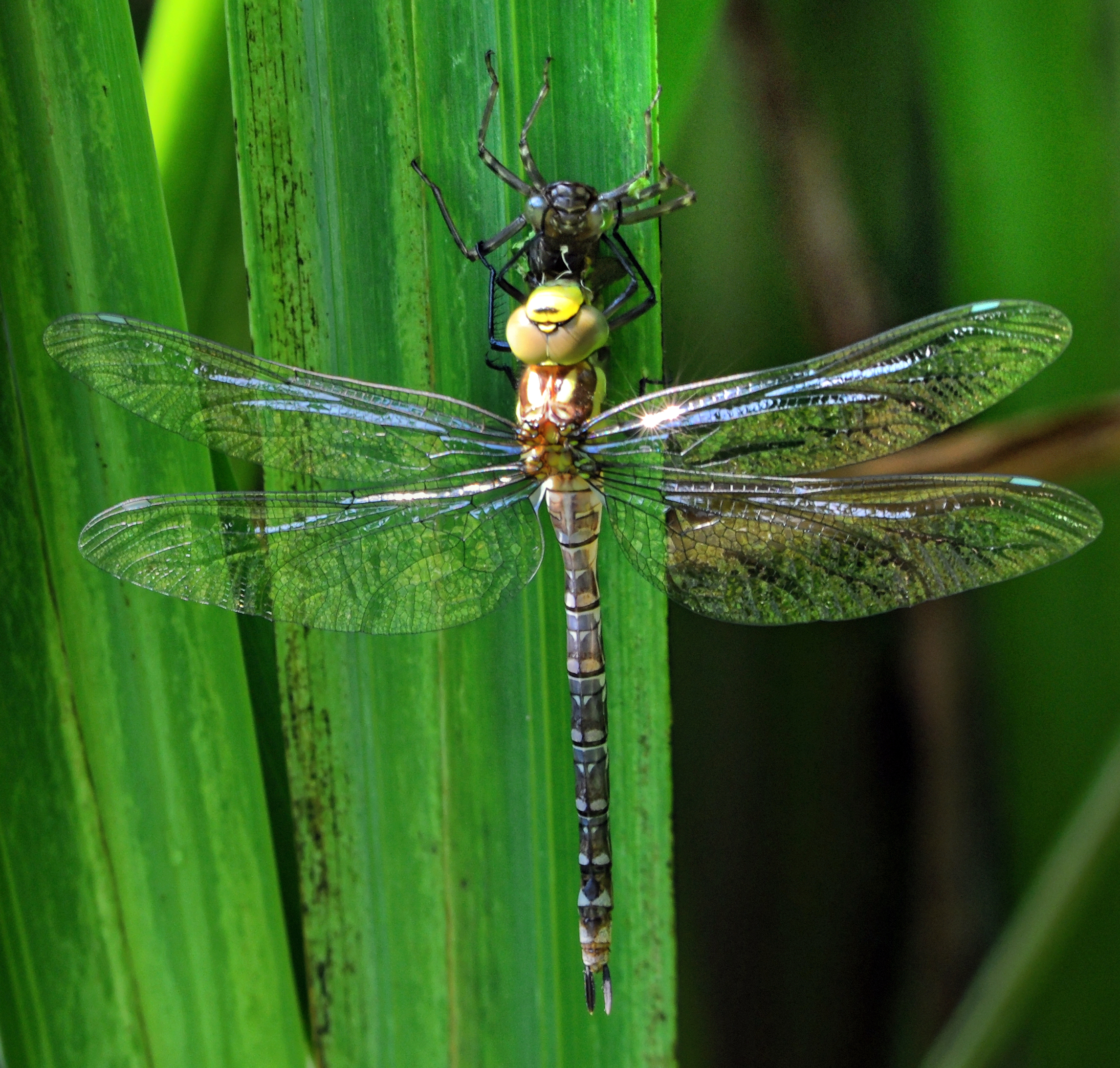
Männchen nach dem Imaginalschlupf neben der Larven-Exuvie; das Tier ist noch unausgefärbt

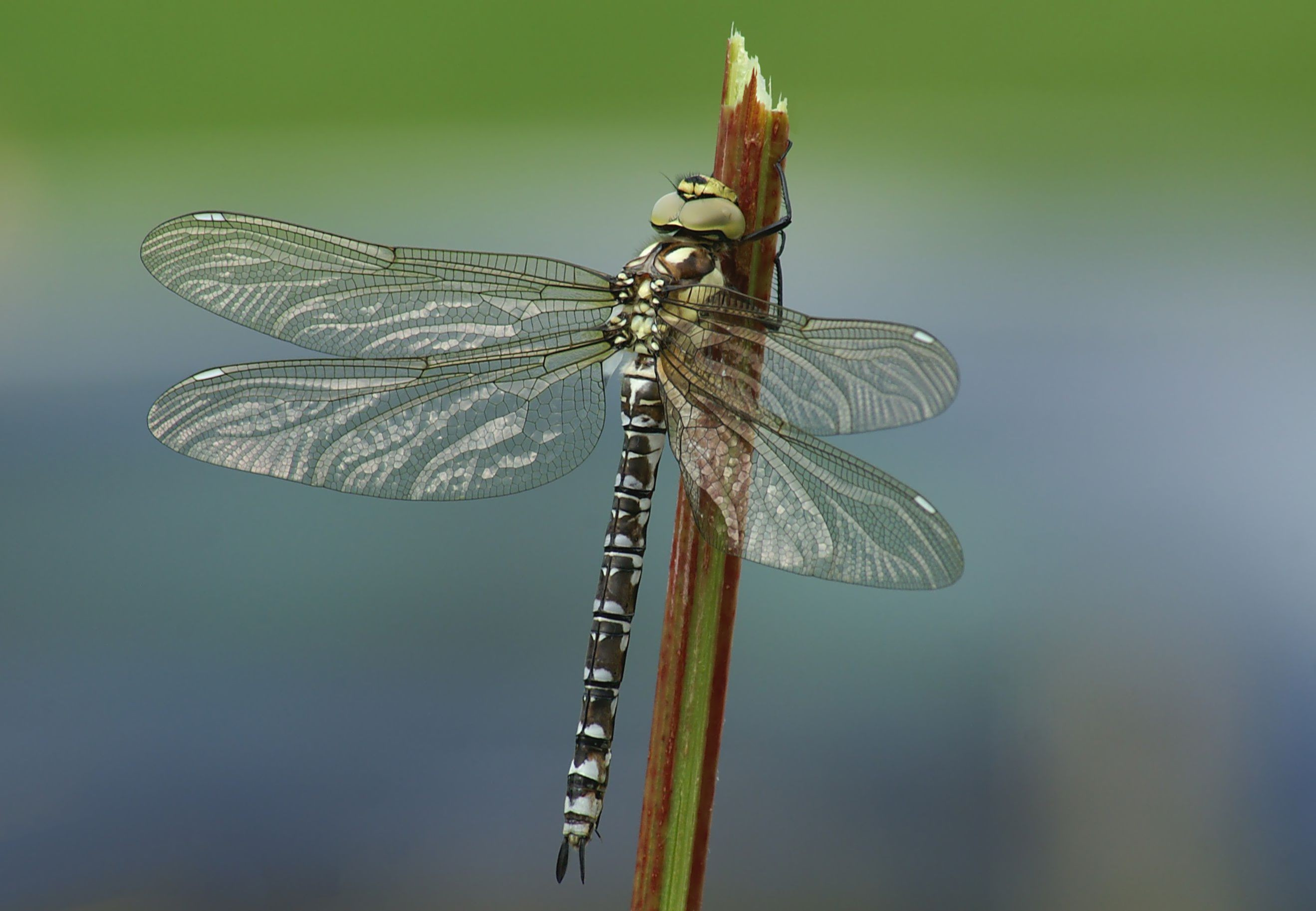
Junges Weibchen

Die Blaugrüne Mosaikjungfer weist eine Körperlänge von sieben bis acht Zentimetern und Flügelspannweiten von 9,5 bis elf Zentimetern auf. Damit erreicht sie etwa die Größe der Großen Königslibelle. Der Brustabschnitt (Thorax) der Tiere ist gelb-grün mit schwarzer Zeichnung und trägt dorsal bei beiden Geschlechtern zwei größere ovale, grüne Flecken. Diese sind bei anderen Mosaikjungfer-Arten entweder kleiner, anders geformt oder auch gar nicht vorhanden. Der Hinterleib (Abdomen) der Männchen ist schwarz mit oberseits grünen (Segmente 1 bis 7) bzw. blauen Flecken (Segmente 8 bis 10) in charakteristischer Anordnung. Auch an den Seiten des Hinterleibs befinden sich beim Männchen blaue Flecken.
Die Weibchen haben eine durchgängig braunschwarz-grün gescheckte Abdomenzeichnung. Bei unausgefärbten, jungen Tieren wirken auch die grünen Flecken blau, wodurch bei solchen eine Verwechslung unter anderem mit der Torf-Mosaikjungfer möglich ist. Die Geschlechter sind ferner an den unterschiedlich geformten oberen Hinterleibsanhängen (Cerci) zu unterscheiden. Außerdem weisen die Männchen, wie viele andere Edellibellen auch, eine Einschnürung („Taille“) im Bereich des zweiten Abdominalsegmentes auf, während die Weibchen einen relativ gleichmäßig zylindrischen Hinterleib haben. Im Seitenprofil ist bei ihnen schließlich der Legeapparat am unteren Leibende zu erkennen.

## Verbreitung
Die Art gehört zu den häufigsten und am weitesten verbreiteten Großlibellen Europas. Das Gesamtareal ist westpaläarktisch und umfasst einen Großteil Europas (von Schottland und Süd-Skandinavien im Norden bis nach Italien [ohne den Südwesten] und zum nördlichen Balkan im Süden); die Ostgrenze bildet der Ural. Auch in Nordwestafrika (Algerien) kann die Blaugrüne Mosaikjungfer auftreten. In Mitteleuropa ist die Art sehr häufig.

## Lebensweise
Die Blaugrüne Mosaikjungfer ist in den Monaten Juli bis Oktober an stehenden und langsam fließenden Gewässern aller Art anzutreffen, darunter auch Kleingewässer und Gartenteiche. Ihre Jagdflüge können sehr ausgedehnt sein, so dass man sie vor allem in Wäldern und auf Waldlichtungen in einiger Entfernung zum Gewässer trifft. Sie fliegen hier in geringer Höhe auf der Jagd nach anderen Insekten. 
Die Männchen fliegen auf der Suche nach einer geeigneten Partnerin die Ufer des Gewässers ab, wobei sie häufig in einem Rüttelflug stehen bleiben. Die Paarung beginnt am Wasser und endet meistens in den Baumkronen der gewässernahen Bäume.
Die Weibchen können innerhalb von einer Stunde ca. 200 Eier ablegen. Dabei werden die Eier in auf dem Wasser oder knapp unter der Wasseroberfläche treibendes totes Pflanzenmaterial, in Baumstämme, aber auch sich in Ufernähe befindende Moose eingestochen. Die Eier überwintern, erst im darauffolgenden Frühjahr schlüpfen daraus Prolarven, kurze Zeit später dann die Larven. Die Entwicklungsdauer der Larven beträgt zwischen zwei und drei Jahren, in denen bis zu 14 Häutungen stattfinden.

## Galerie

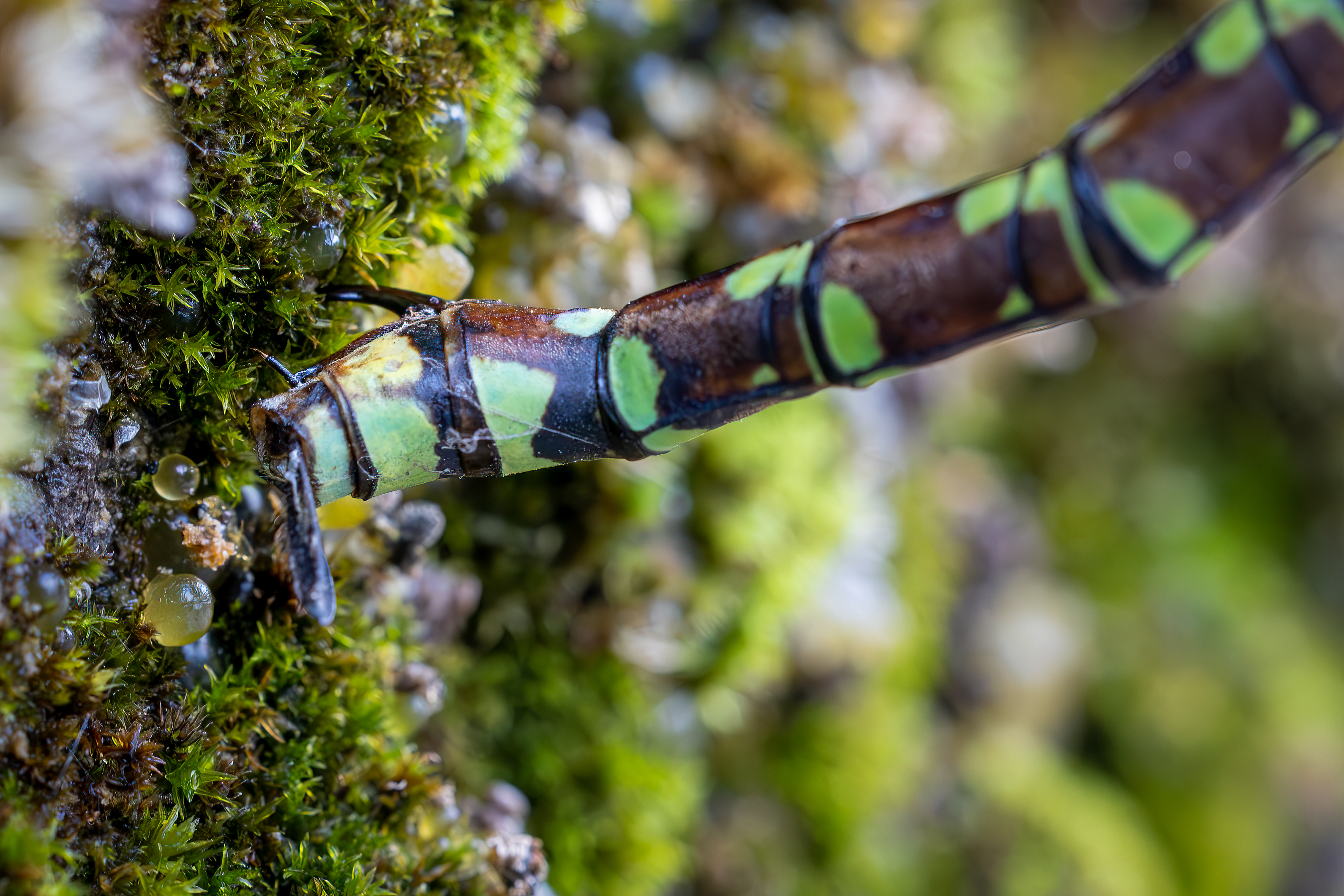
Hinterleib bei der Eiablage, links sind zwei Eier zu sehen
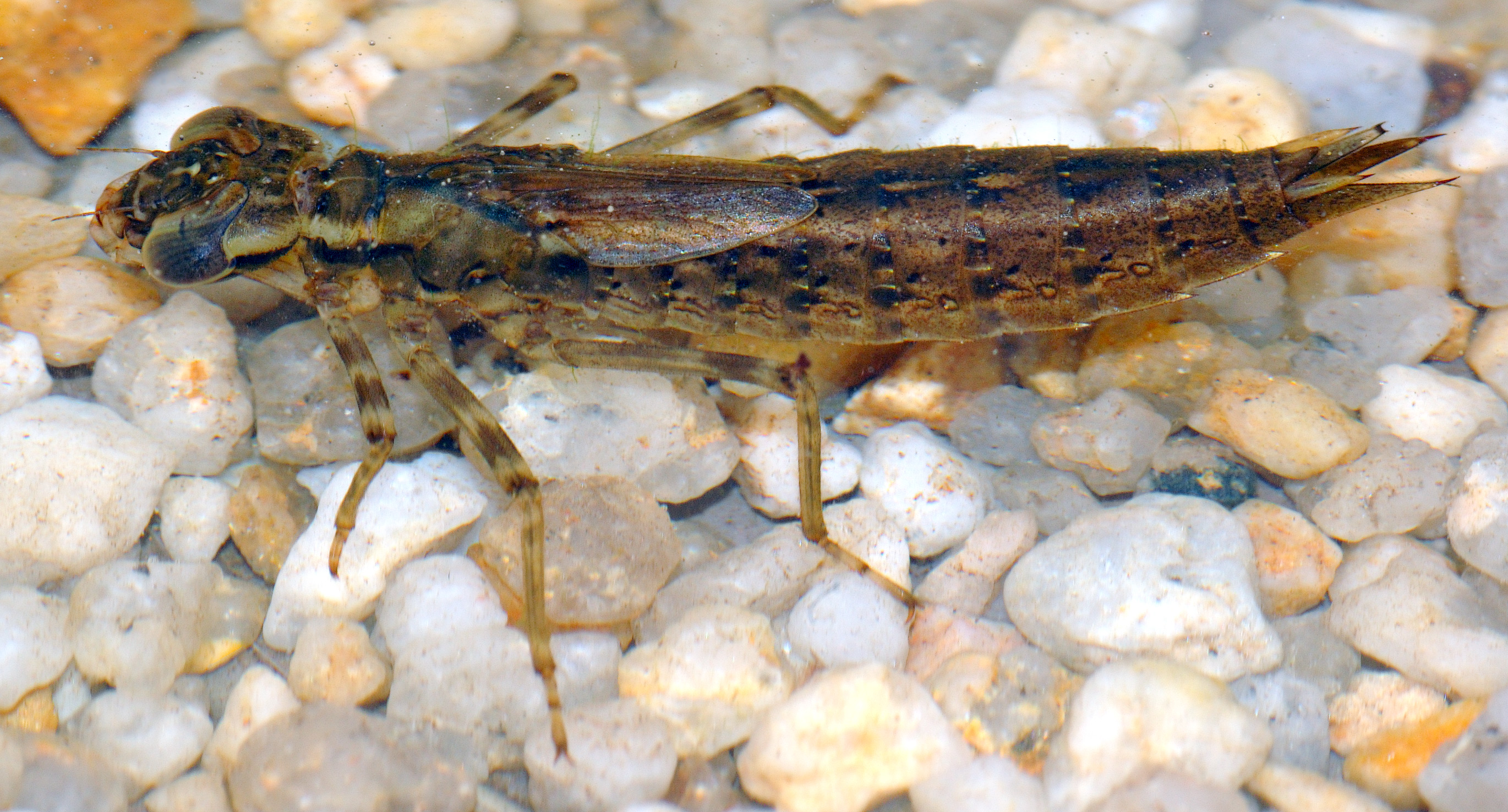
Larvenstadium
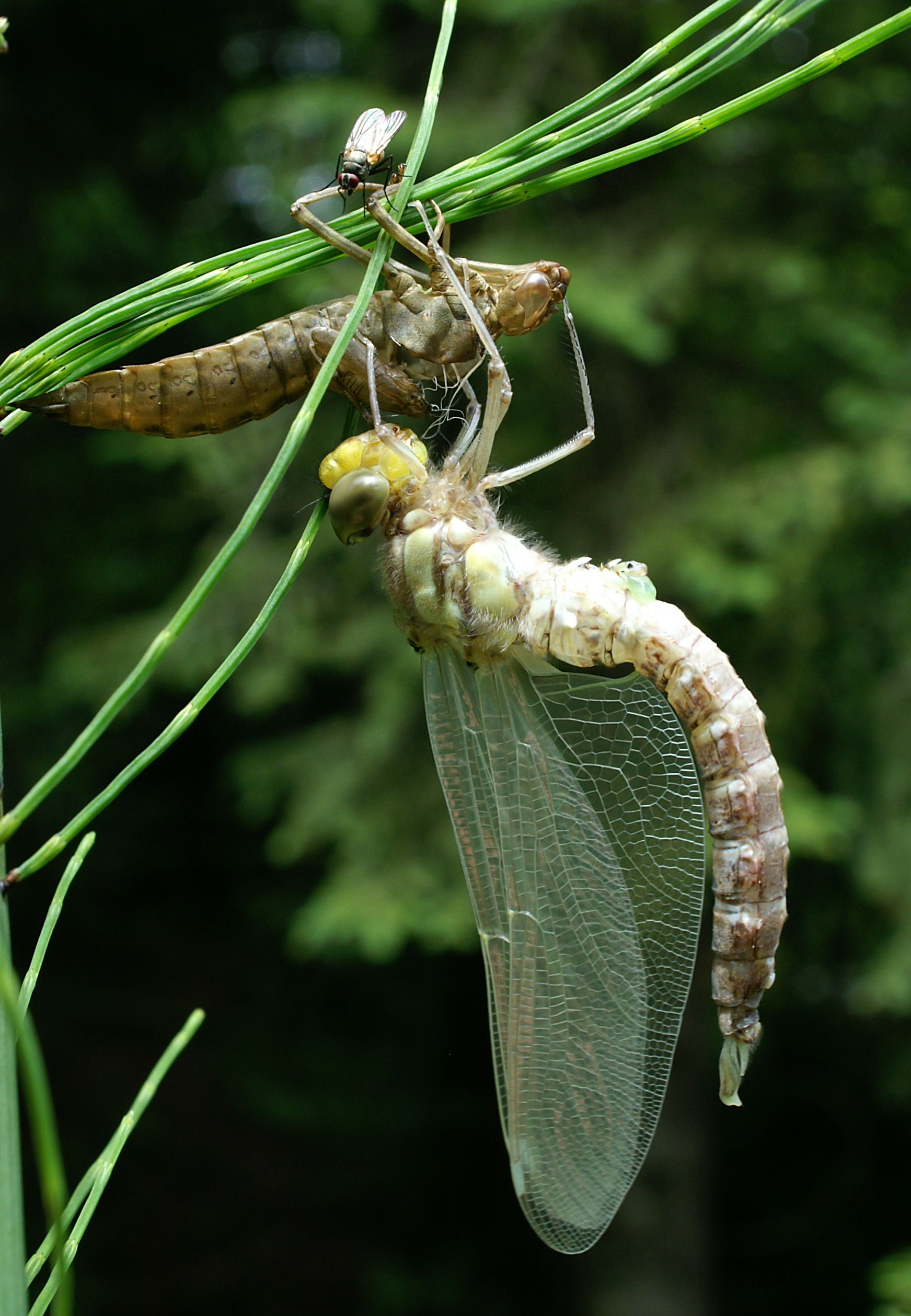
Männchen beim Schlupf
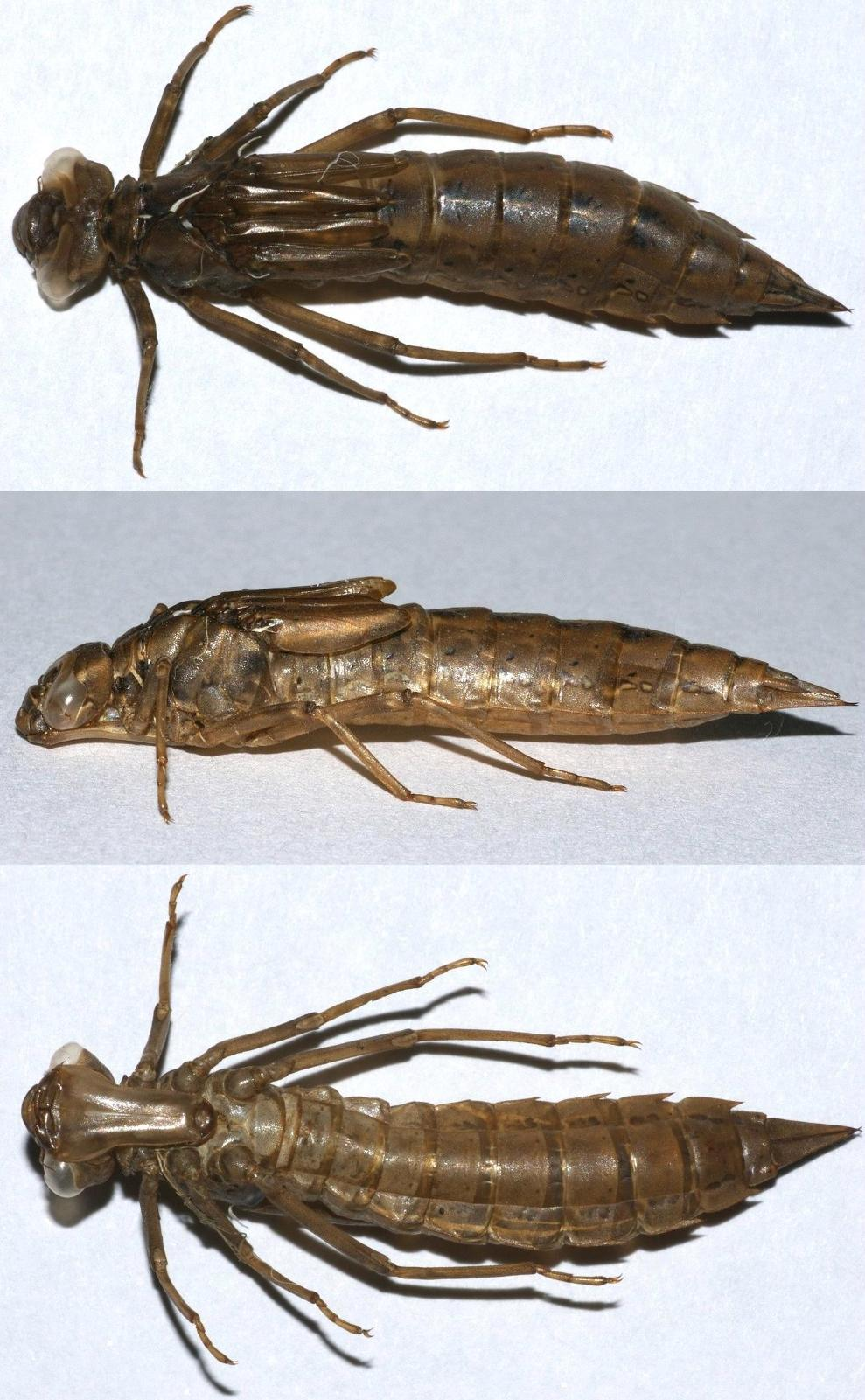
Exuvie aus verschiedenen Perspektiven
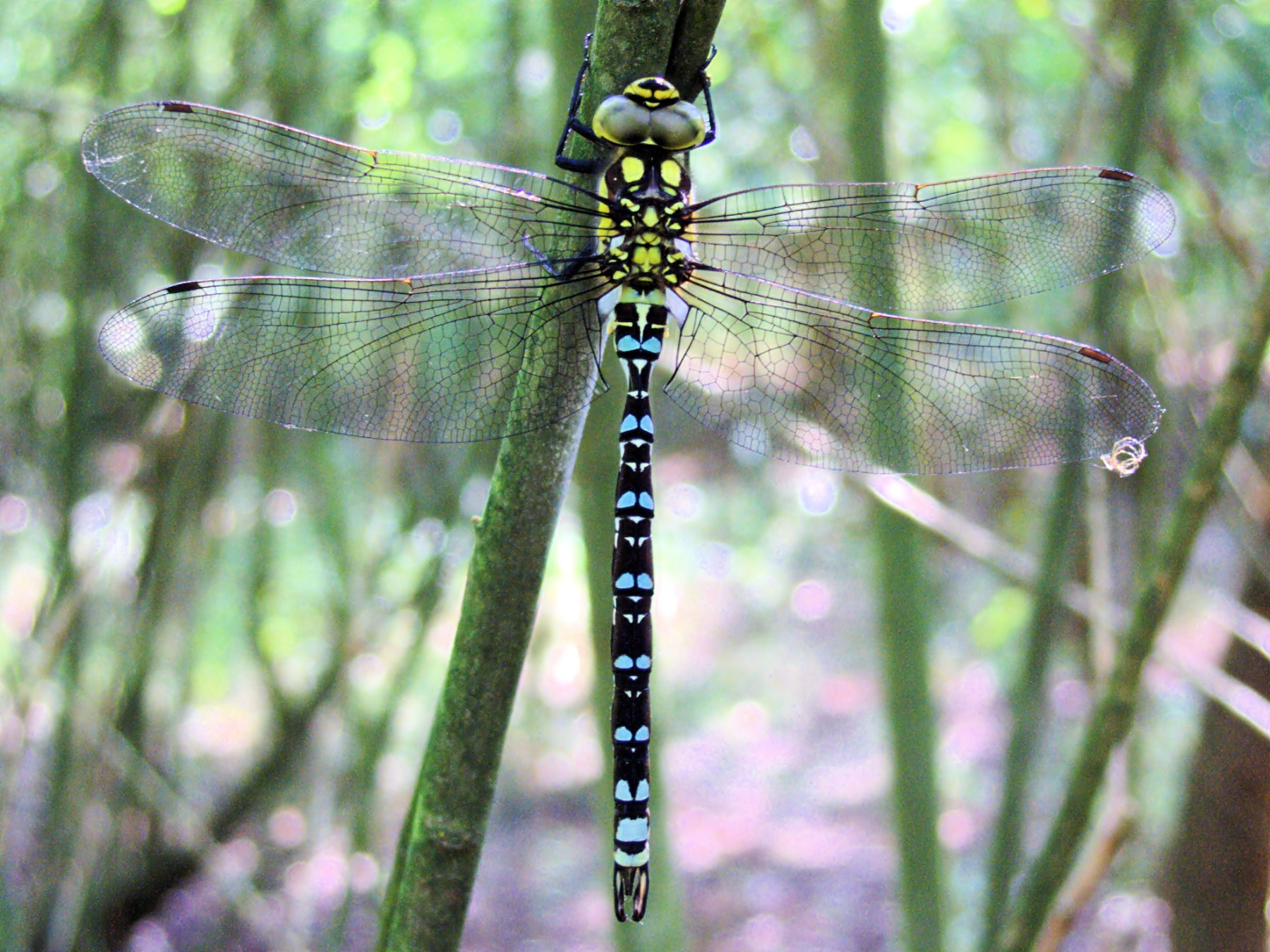
Fast ausgefärbtes Männchen
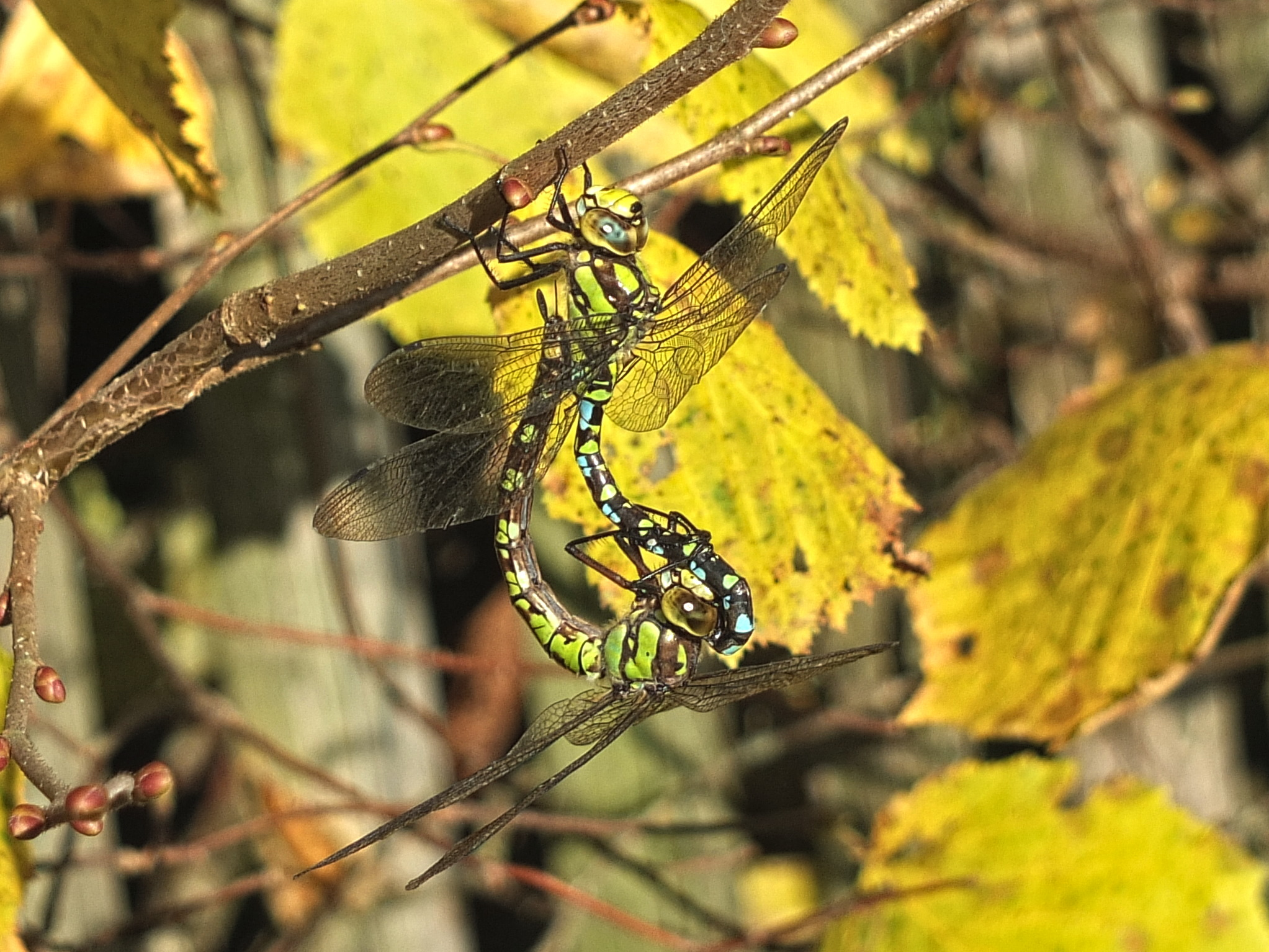
Paarungsrad
- Weibchen frisst eine Wespe (Video)